# Xuehua Pijiu
Xuehua (xinès simplificat: 雪花啤酒, pinyin: Xuěhuā Píjiǔ, literalment 'Cervesa floc de neu'), més coneguda pel nom en anglés Snow Beer, és una marca de cervesa lager de la ciutat de Shenyang, Xina. L'elabora CR Snow, que fins a l'octubre del 2016 era una empresa conjunta entre SABMiller i China Resources Enterprises. La cervesa es va llançar el 1993, produïda per tres empreses. El 2014, CRSB era l'empresa cervesera més gran de la Xina amb més de 90 fàbriques de cervesa a tot el país, i Snow era la marca més produïda amb xifres per damunt dels 100 milions d'hectolitres anuals.
Segons algunes estimacions, les cerveses Snow són la marca de cervesa més venuda al món, tot i comercialitzar-se quasi únicament a la Xina. Segons altres criteris, seria la segona més venuda, per darrere de Budweiser.

## Història
El 1934, les empreses Dai Nippon Beer (en japonès: 大日本麦酒), i Kirin Beer, van establir la marca Manshū bīru (en japonès:満州麦酒, xinès tradicional: 満州麦酒, pinyin: Mǎnzhōu Màijiǔ, literalment 'Cervesa de Manxúria').
Completaren una segona fàbrica el 1936, ubicada al districte de Tiexi, a la ciutat de Shenyang. La fàbrica es va convertir en la Cervesera de Liaoning el 1945, Companyia Cervesa de Shenyang el 1949, i adopta l'actual nom el 1957. El 1997, China Resources Enterprise va adquirir la fàbrica com a part de Huarun Snow Beer Company. Des d'aleshores se la coneix com a Cervesa Snow Shenyang Huarun (xinès simplificat: 沈阳华润雪花啤酒, pinyin: Shěnyáng Huárùn Xu huā Píjiǔ).